# Cuitláhuac
Cuitláhuac (nahuatl: cuitlāhuac, forma onorifica Cuitlahuatzin; 1476 circa – 1520) fu il decimo tlatoani (regnante) della città azteca di Tenochtitlán per 80 giorni, durante l'anno 2 selce (1520)..

## Biografia
Cuitláhuac era l'undicesimo figlio del tlatoani Axayacatl, ed il fratello minore di Montezuma, precedente re di Tenochtitlan. Il nonno materno, anch'egli chiamato Cuitláhuac, era stato il tlatoani di Itztapalapan, dove anche il giovane Cuitláhuac governò inizialmente.
Cuitláhuac divenne tlatoani di Tenochtitlan durante la conquista dell'impero azteco; dopo che Pedro de Alvarado ordinò il massacro del Tempio Maggiore, gli Aztechi sconvolti iniziarono a combattere organizzando un assedio contro gli spagnoli. Hernán Cortés ordinò a Montezuma di chiedere al suo popolo di fermarsi. Montezuma gli rispose che non lo avrebbero ascoltato, e suggerì a Cortés di liberare Cuitláhuac in modo che potesse convincerli a deporre le armi. Cortés liberò Cuitláhuac che, una volta libero, guidò i propri uomini contro i conquistadores. Riuscì a cacciare gli spagnoli da Tenochtitlan il 30 giugno 1520.
Dopo aver regnato per 80 giorni, Cuitláhuac morì di vaiolo, portato nel Nuovo Mondo dagli europei. Il fratello maggiore Matlatzincatzin, che era stato cihuacoatl ("presidente"), diede le dimissioni dopo la morte di Cuitláhuac. Dopo la morte di Cuitláhuac, il nuovo tlatoani fu il cugino Cuauhtémoc.
L'attuale comune di Cuitláhuac e la fermata della metropolitana di Città del Messico chiamata Metro Cuitláhuac prendono il nome da Cuitláhuac. Anche l'asteroide 2275 Cuitlahuac è dedicato a lui.
Esiste una via di Città del Messico chiamata Cuitláhuac (Eje 3 Norte) che collega via Insurgentes a via Mexico-Tacuba e che fa parte dell'anello interno; molte strade in altre città e villaggi hanno questo nome.